# Harvey Leonard
Harvey Leonard (* 31. Dezember 1924 in New York City) ist ein ehemaliger Jazzpianist des Swing und Modern Jazz.
Leonard studierte an der Juilliard School of Music und spielte zunächst von 1945 bis 1947 bei Georgie Auld, begleitete Sarah Vaughan und Illinois Jacquet, arbeitete von 1947 bis 1948 bei Buddy Rich, anschließend bei Jerry Wald und von 1949 bis 1950 bei Buddy DeFranco. In den frühen 1950er Jahren arbeitete er unter anderem nochmals bei Auld, in der Big Band von Gene Krupa, bei Charlie Barnet, im Quintett von Chuck Wayne und von 1953 bis 1954 bei Slim Gaillard. 1954 wirkte Leonard an einer Plattensession von Al Cohn mit, bei der das Album Broadway entstand. Seit 1956 war er als Arrangeur und Begleiter der Sängerin Morgana King tätig.